# Ewa Kopacz
Ewa Bożena Kopacz (n. Skaryszew, Polonia, 3 de diciembre de 1956) es una política polaca. Desde el 22 de septiembre de 2014 y hasta el 16 de noviembre de 2015 fue la primera ministra de Polonia, en sucesión de Donald Tusk.